# یوهان آره
یوهان آره (استونیایی: Juhan Aare; ۲۰ فوریهٔ ۱۹۴۸ – ۸ مارس ۲۰۱۹) روزنامه‌نگار، سیاستمدار و نماینده مجلس اهل استونی بود.